# Olympische Sommerspiele 1996/Teilnehmer (Cayman Islands)
| Gelbes Symbol für Goldmedaillen mit stilisierten Olympischen Ringen | Graues Symbol für Silbermedaillen mit stilisierten Olympischen Ringen | Braundes Symbol für Bronzemedaillen mit stilisierten Olympischen Ringen |
| ------------------------------------------------------------------- | --------------------------------------------------------------------- | ----------------------------------------------------------------------- |
| —                                                                   | —                                                                     | —                                                                       |

Die Cayman Islands nahmen bei den Olympischen Sommerspielen 1996 in Atlanta zum fünften Mal an Olympischen Sommerspielen teil. Die Mannschaft bestand aus neun Sportlern, acht Männern und einer Frau. Sie starteten in sieben Wettbewerben in drei Sportarten. Jüngste Teilnehmerin war die Leichtathletin Cydonie Mothersill mit 18 Jahren und 130 Tagen, der älteste war der Segler Mark Clark mit 45 Jahren und 295 Tagen. Während der Eröffnungsfeier am 19. Juli 1996 trug Carson Ebanks, der ebenfalls im Segeln startete, die Flagge der Cayman Islands in das Olympiastadion.

## Teilnehmer
| Name                        | Alter | Geschlecht | Sportart       | Resultat(e)                               |
| --------------------------- | ----- | ---------- | -------------- | ----------------------------------------- |
| Stefan Baraud               | 21    | männlich   | Radsport       | Straßenrennen                             |
| Mark Clark                  | 45    | männlich   | Segeln         | Platz 29 im Finn Dinghy                   |
| Alun Davies                 | 33    | männlich   | Segeln         | Platz 19 im Tornado                       |
| Carson Ebanks               | 40    | männlich   | Segeln         | Platz 25 im Star                          |
| David Grogono               | 30    | männlich   | Segeln         | Platz 43 im Windsurfen                    |
| Michael Joseph              | 22    | männlich   | Segeln         | Platz 19 im Tornado                       |
| Donald McLean               | 40    | männlich   | Segeln         | Platz 25 im Star                          |
| Cydonie Mothersille         | 18    | weiblich   | Leichtathletik | Platz 6 im vierten Vorlauf über 100 Meter |
| John van Batenburg Stafford | 28    | männlich   | Segeln         | Platz 39 im Laser                         |